# Kuormakkajärvi
Kuormakkajärvi är en sjö i Kiruna kommun i Lappland och ingår i Torneälvens huvudavrinningsområde. Sjön har en area på 1,48 kvadratkilometer och ligger 405 meter över havet. Kuormakkajärvi ligger i Torneträsk-Soppero fjällurskog Natura 2000-område. Sjön avvattnas av vattendraget Myllyjoki (Kuormakkajoki).

## Delavrinningsområde
Kuormakkajärvi ingår i det delavrinningsområde (757062-175834) som SMHI kallar för Utloppet av Kuormakkajärvi. Medelhöjden är 464 meter över havet och ytan är 41,31 kvadratkilometer. Det finns ett avrinningsområde uppströms, och räknas det in blir den ackumulerade arean 79,3 kvadratkilometer. Myllyjoki (Kuormakkajoki) som avvattnar avrinningsområdet har biflödesordning 3, vilket innebär att vattnet flödar genom totalt 3 vattendrag innan det når havet efter 366 kilometer. Avrinningsområdet består mestadels av skog (62 procent) och sankmarker (27 procent). Avrinningsområdet har 2,2 kvadratkilometer vattenytor vilket ger det en sjöprocent på 5,3 procent.

## Historia
Kuormakkajärvi omnämns i gamla skattelängder som Colmuca (1568), Cormacka (1576), Kormack (1594) eller Kormax (1595). Sjön brukades av samer inom den historiska lappbyn Siggevara eller Lulebyn (Nederbyn), som omfattade den östra delen av Jukkasjärvi socken.